# Аруе
Аруе (фр. Haroué) насеље је и општина у североисточној Француској у региону Лорена, у департману Мерт и Мозел која припада префектури Нанси.
По подацима из 2011. године у општини је живело 411 становника, а густина насељености је износила 99,28 становника/km². Општина се простире на површини од 4,14 km². Налази се на средњој надморској висини од 245 метара (максималној 314 m, а минималној 239 m).

## Демографија
| 1962. | 1968. | 1975. | 1982. | 1990. | 1999. | 2011. |
| ----- | ----- | ----- | ----- | ----- | ----- | ----- |
| 324   | 353   | 419   | 424   | 451   | 434   | 411   |

График промене броја становника у току последњих година